# 吉川就紀
吉川 就紀（きっかわ なりのり、元和8年10月19日（1622年11月21日） - 寛永20年6月6日（1643年7月21日））は、江戸時代前期の岩国領主吉川氏一門。幼名は千若。父は吉川広正。母は毛利輝元の娘・竹姫。兄に広嘉、姉妹に夏姫（徳大寺公信室）、右田毛利就信室、大野毛利就詮室がいる。通称・主膳。

## 生涯
元和8年（1622年）10月19日、吉川広正の次男として生まれる。
寛永7年（1630年）に上京し、将軍徳川家光やその父秀忠に拝謁する。兄の帰郷に伴い人質役を交代した。江戸滞在中に元服し、毛利宗家の当主である毛利秀就から偏諱を受け就紀と名乗った。
寛永20年（1643年）6月6日、滞在先の江戸で死去した。享年21。